# Takrur
Takrur, Tekrur o Tekrour (c. 800 d. C. -  c. 1285 d. C.) fue un antiguo estado de África Occidental, que floreció en paralelo al Imperio de Ghana.

## Origen
Takrur fue el nombre de la capital del estado que floreció en el bajo río Senegal. Takruri era un término, como Bilad-ul-Sudan ('país de los negros'), utilizado para referirse a cualquier persona con ancestros de África Occidental.
La formación del estado tuvo lugar como consecuencia de la llegada de clanes de la nobleza fulani, quienes se desplazaban desde el este y que se asentaron tras la formación del estado soninké de Ghana.[cita requerida]
De acuerdo a fuentes históricos y arqueológicas, el reino fue fundado por la etnia serer. Los serer que residieron en Takrur habían gobernado previamente el Reino. Eran los sumos sacerdotes y sacerdotisas así como los propietarios de la tierra, a través de lo que se ha dado en conocer como el linaje lamánico.

## Centro comercial
Situado en el Valle del Senegal, a través de la frontera de los actuales Senegal y Mauritania, era un centro comercial, donde se comerciaba oro de la región Bambuk, sal del Awlil y granos del Sahel. Era rival del Imperio de Ghana, produciéndose choques entre los dos estados regularmente, enfrentamientos de los que normalmente salieron victoriosos los soninké. A pesar de estos choques, Takrur prosperó a través de los siglos IX y X.

## Adopción del Islam
Los reyes de Takrur adoptaron en un momento dado el Islam. Alrededor de los años 1030, durante el reinado del Rey War Jabi ( también trascripto al español como Wara Dyabé),  la corte se convirtió al islam, siendo el primer reino en oficialmente adoptarlo en el Sahel, estableciendo esta fe en la región a partir de ese momento y por los siglos venideros. En 1035, War Jabi introdujo la Sharia en el Reino. La adopción del Islam benefició enormemente al estado en términos económicos, potenciando los lazos políticos, lo tendría efectos también en sus conflictos con el estado tradicional de Ghana y sus vecinos del norte.

## Guerra contra el imperio de Ghana
El reino de Takrur se puso del lado de las tribus bereber y tuareg de los almorávides en su intervención política contra el imperio de Ghana. Cuando el poder de Ghana decayó, Takrur permaneció como la única potencia de la región. La integración de Takrur con los almorávides tuvo como consecuencia que algunas de sus tropas llegaran hasta Andalucía (España) durante la expansión almorávide, así como parte del oro de la región, el cual reactivó la economía peninsular durante la primera mitad del siglo XII.[cita requerida]

## Caída
Entre estas tropas estaban los susu, quienes formaron el importante aunque de corta vida reino de Kaniaga. Waalo, el primer estado wólof, surgió hacia el sur. Hacia el momento en que las tribus mandinga se habían unido para formar el Imperio de Malí, en 1235, Takrur había entrado en franco declive. El estado fue finalmente conquistado por el emperador usurpador Sabakoura de Malí en los años 1280. 
Takrur fue posteriormente conquistada por el imperio de Malí, y asimismo conquistada por los wólof en el siglo XV. Aunque Koli, un rebelde fulani, logró finalmente reconquistar Takrur y nombrarlo Fouta Toro en el siglo XV, estableciendo la primera dinastía fulani (Denanke), esta dinastía no duró.

## Influencia posterior
Los reinos islámicos tardíos de Takrur son denominados en ocasiones toucouleur, después de una corrupción francesa del término "Takrur."  El Reino de Denanke y el Reino de Fuuta Tooro, continuaron con la creación de poderosos estados fulani en la misma área donde en su día gobernó el antiguo Takrur. [cita requerida]